# TT308
TT308 (Theban Tomb 308) è la sigla che identifica una delle Tombe dei Nobili ubicate nell'area della cosiddetta Necropoli Tebana, sulla sponda occidentale del Nilo dinanzi alla città di Luxor, in Egitto. Destinata a sepolture di nobili e funzionari connessi alle case regnanti, specie del Nuovo Regno, l'area venne sfruttata, come necropoli, fin dall'Antico Regno e, successivamente, sino al periodo Saitico (con la XXVI dinastia) e Tolemaico.

## Titolare
TT308 era la tomba di:
| Titolare | Titolo                                                   | Necropoli                                                         | Dinastia/Periodo                     | Note |
| -------- | -------------------------------------------------------- | ----------------------------------------------------------------- | ------------------------------------ | ---- |
| Khemsit  | Unico ornamento (concubina) del Re; Profetessa di Hathor | Deir el-Bahari (nei pressi del Tempio funerario di Mentuhotep II) | XI dinastia (Monthuhotep-Nebhepetre) |      |

## Biografia
Nessuna notizia biografica ricavabile

## La tomba
Si tratta di una tomba molto antica, risalente al Medio Regno e, segnatamente, al regno di Montuhotep II. È costituita da una cappella e da un appartamento sotterraneo (non ultimato). Nella cappella (1 in planimetria) scene danneggiate; restano visibili la testa del re Montuhotep II e un uomo che offre libagioni alla defunta. Nell'appartamento sotterraneo: portatrici di offerte dinanzi alla defunta e scene di mungitura (2); portatori di offerte in presenza della defunta seduta (3). Poco oltre (4) la defunta seduta con alcune ancelle, una delle quali le acconcia i capelli e alcuni portatori di offerte. Su altra parete (5) uomini che recano mucche e vitelli con offerte di latte (?) alla defunta seduta. Da questa tomba provengono:
- frammenti del sarcofago della defunta (la base è ancora in situ) oggi al British Museum (cat. 43037);
- sarcofago della defunta, oggi al Museo Egizio del Cairo (cat. 49892);
- modello di sarcofago.[5].

### Annotazioni
1. ↑  La numerazione dei locali e delle pareti segue quella di Porter e Moss 1927, p. 382.
2. ↑  La prima numerazione delle tombe, dalla numero 1 alla 252, risale al 1913 con l'edizione del "Topographical Catalogue of the Private Tombs of Thebes" di Alan Gardiner e Arthur Weigall. Le tombe erano numerate in ordine di scoperta e non geografico; ugualmente in ordine cronologico di scoperta sono le tombe dalla 253 in poi.
3. ↑  I campi della Duat, ovvero l'aldilà egizio, si trovavano, secondo le credenze, proprio sulla riva occidentale del grande fiume.
4. ↑  Nella sua epoca di utilizzo, l'area era nota come "Quella di fronte al suo Signore" (con riferimento alla riva orientale, dove si trovavano le strutture dei Palazzi di residenza dei re e i templi dei principali dei) o, più semplicemente, "Occidente di Tebe".
5. ↑  le Tombe dei Nobili, benché raggruppate in un'unica area, sono di fatto distribuite su più necropoli distinte.
6. ↑  Le note, sovente di inquadramento topografico della tomba, sono tratte, fino alla TT252, dal "Topographical Catalogue" di Gardiner e Weigall, ed. 1913 e fanno perciò riferimento alla situazione dell'epoca.
7. ↑  Le scene si trovano oggi presso il British Museum (cat. 1450). Altri blocchi rappresentanti la defunta e la principessa Kawit, si trovano oggi presso il Musée d'art et d'histoire di Ginevra (cat. 4767).

### Fonti
1. ↑  Gardiner e Weigall 1913.
2. ↑  Donadoni 1999,  p. 115.
3. ↑  Porter e Moss 1927, p. 385.
4. ↑  Porter e Moss 1927,  p. 385.
5. ↑  Porter e Moss 1927,  pp. 385-386.